# Gastrorchis steinhardtiana
Gastrorchis steinhardtiana là một loài thực vật có hoa trong họ Lan. Loài này được Senghas mô tả khoa học đầu tiên năm 1997.